# Мийзакюла (Ляене-Сааре)
Ми́йзакюла  (ест. Mõisaküla) — село в Естонії, у волості Ляене-Сааре повіту Сааремаа.

## Населення
Чисельність населення на 31 грудня 2011 року становила 34 особи.

## Географія
Через село проходить автошлях 102 (Мустьяла — Кігелконна — Тегумарді).

## Історія
До 12 грудня 2014 року село входило до складу волості Люманда.